# Friedrich Kasimir Medikus
Friedrich Kasimir Medikus eller Friedrich Casimir Medicus, född 6 januari 1738 i Grumbach, död 8 juli 1808 i Mannheim, var en tysk läkare och botaniker.
Auktorsnamnet Medik. kan användas för Friedrich Kasimir Medikus i samband med ett vetenskapligt namn inom botaniken; se Wikipediaartiklar som länkar till auktorsnamnet.